# Потодеевский сельсовет
Потодеевский сельсовет — муниципальное образование со статусом сельского поселения в Наровчатском районе Пензенской области Российской Федерации.
Административный центр — село Потодеево.

## История
Статус и границы сельского поселения установлены Законом Пензенской области от 2 ноября 2004 года № 690-ЗПО «О границах муниципальных образований Пензенской области».

## Население
| 2002 | 2010 | 2012 | 2013 | 2014 | 2015 | 2016 |
| ---- | ---- | ---- | ---- | ---- | ---- | ---- |
| 721  | ↘534 | ↘524 | ↘514 | ↘497 | ↘488 | ↘474 |
| 2017 | 2018 | 2021 |      |      |      |      |
| →474 | ↘462 | ↗503 |      |      |      |      |

## Состав сельского поселения
| № | Населённый пункт | Тип населённого пункта       | Население |
| - | ---------------- | ---------------------------- | --------- |
| 1 | Грачевка         | деревня                      | 53        |
| 2 | Масловка         | село                         | ↘64       |
| 3 | Потодеево        | село, административный центр | ↘417      |
| 4 | Холстовка        | деревня                      | 0         |